# Days of Pearly Spencer
Days of Pearly Spencer (ou em versões posteriores The Days of Pearly Spencer) é uma música de 1967 escrita e originalmente interpretada pelo cantor e compositor irlandês do Norte David McWilliams, e incluída em seu segundo álbum David McWilliams. Embora tenha chegado a vários países da Europa continental e da Austrália, a versão original não foi um sucesso nas paradas no Reino Unido ou na Irlanda. A música foi gravada por McWilliams com um novo arranjo em seu álbum Working for the Government (1987). Em 1992, uma versão cover do cantor pop inglês Marc Almond alcançou o número 4 no UK Singles Chart e também alcançou o número 8 na Irlanda.

## História
Tendo seu primeiro single, "God and My Country", com pouca repercussão, McWilliams entrou em um estúdio de gravação em Belfast para gravar algumas demos. Naquela época, Mervyn Solomon ouviu suas fitas e ficou impressionado o suficiente para telefonar para seu irmão Phil Solomon. Como McWilliams já havia assinado com a CBS, que fazia as gravações do Major Minor, Phil Solomon ofereceu tirar McWilliams de suas mãos. A oferta foi aceita e Solomon levou McWilliams com ele a Londres para gravar a música. Originalmente, a música era uma balada comovente.
A música tinha, de acordo com Stuart Bailie, da Radio Ulster, um "estilo trêmulo, quase documentário", no qual levava os ouvintes às partes mais degradadas de Ballymena, onde as pessoas passavam pelos escombros com os pés descalços, parecendo velhos depois dos anos. Devido ao título da música, muitos ouvintes acreditavam que a música pertencia a um indivíduo atormentado por um estilo de vida ruim e álcool de baixa qualidade; McWilliams disse que escreveu a música sobre um sem-teto encontrado em Ballymena. Algumas pessoas próximas a McWilliams, no entanto, alegaram que ele estava escrevendo sobre duas mulheres de sua cidade natal.

## Gravação e liberação
A gravação foi produzida por Mike Leander, que formou um arranjo orquestral abrangente para a música. Leander já havia providenciado arranjos para discos como " She's Leaving Home ", dos Beatles, e Marianne Faithfull, " As Tears Go By ".
Alguns dos vocais de McWilliams foram gravados usando uma linha telefônica de uma cabine telefônica perto do estúdio, gerando um efeito de baixa tecnologia e dando à música um "estranho 'coro' telefonado". O disco foi lançado originalmente em outubro de 1967 como o lado B de "Harlem Lady", mas "Days of Pearly Spencer" recebeu considerável exposição na Radio Caroline, da qual Solomon era executivo, e em anúncios na imprensa musical britânica. Foram anúncios de duas páginas em todos os principais jornais de música e a primeira página do New Musical Express o destacava, chamando-o de "o single que vai explodir sua cabeça" e o álbum que acompanha David McWilliams, o "álbum que mudará o curso da musica". Anúncios foram espalhados por toda parte, e em 2012 Stuart Bailie, da Radio Ulster, observou que "não havia como fugir de David McWilliams". As propagandas da música chegaram a aparecer em ônibus de dois andares, mas McWilliams "estava andando por Londres sem o dinheiro do bolso para entrar em um desses ônibus",
A BBC recusou-se a tocar o disco, no entanto, por causa do envolvimento de Salomão na estação de rádio Caroline, e, portanto, o registro falhou nas paradas no Reino Unido ou na República da Irlanda. Na Europa continental, a música liderou a parada francesa de singles, alcançou o número dois na parada belga de singles e alcançou o número oito na parada holandesa de singles. Na Austrália, a música passou duas semanas no número 32 no top 40 nacional do Go-Set, alcançando o número 10 em Brisbane. A música foi relançada em três ocasiões distintas e continua a ser um grampo das estações de rádio "antigas".

## Recepção critica
Richie Unterberger descreveu a música como "a melhor música de [McWilliams], com um toque sombrio, violinos rodopiantes e um pouco de psicodelia nos vocais distorcidos por megafones no coro da música". Em 2002, o Independent chamou a música de "sonhadora". Em 2012, Stuart Bailie, da Radio Ulster, chamou "Harlem Lady", do lado A, de "música de qualidade" e "Pearly Spencer", de "recorde notável".

## Versões
Uma gravação de Marc Almond, com um verso adicional escrito por Almond, dando à música um tom mais otimista, alcançou o número 4 nas paradas do Reino Unido em 1992. A versão de Almond também alcançou o número 8 na Irlanda. Em uma crítica do álbum pai Tenement Symphony, Ned Raggett, da Allmusic, chamou de "a surpresa do Reino Unido no single, a gentil e (para Trevor Horn) subestimou" The Days of Pearly Spencer ", outra capa dos anos 60 dada a Almond tratamento com bom efeito ".

### Outras versões
A banda neozelandesa The Avengers alcançou o 4º lugar naquele país em dezembro de 1968 com uma versão cover da música; na Itália, a música também foi gravada em 1968 por Caterina Caselli como "Il Volto Della Vita". Nos EUA, o Grass Roots cobriu a música em seu álbum de 1969, Lovin 'Things. Uma versão em espanhol chamada "Vuelo blanco de gaviota" foi gravada em 1979 por Ana Belén. As versões posteriores bem-sucedidas da música incluíram uma versão disco que alcançou o número 1 na Bélgica na década de 1980 e uma versão cover em 1988 pela banda psicodélica francesa The Vietnam Veterans e seu álbum The Days of Pearly Spencer. Uma versão da cantora francesa Rodolfe Burger foi usada no filme francês de 2012 "Louise Wimmer" e uma dupla francesa composta pelos irmãos Gorges e Michel Costa como 'Trade Mark' em 1978 lançou uma versão discoteca (incluindo uma mix estendida de 12 ").